# Бахвалов, Андрей Павлович
Андрей Павлович Бахвалов (13 апреля 1963, Москва) — советский конькобежец, специализировавшийся в спринте, серебряный призёр чемпионата мира в спринтерском многоборье 1990 года и бронзовый призёр 1989 года.Пять раз становился призёром  чемпионата СССР в спринтерском многоборье: серебро (1989, 1991), бронза (1985, 1987, 1990)

## Спортивные достижения
| Год  | Олимпийские игры     | Чемпионат мира спринт |
| ---- | -------------------- | --------------------- |
| 1985 |                      | 32e                   |
| 1986 | -                    |                       |
| 1987 | 5e                   |                       |
| 1988 | 11e 1000 м           | 4e                    |
| 1989 |                      | 3                     |
| 1990 | 2                    |                       |
| 1991 | 7e                   |                       |
| 1992 | 25e 1000 м           | -                     |
| 1993 |                      | -                     |
| 1994 | 16e 500 м 26e 1000 м | 21e                   |

### Личные рекорды
- 500 метров — 36,41 (16 декабря 1988 года, Медео)
- 1000 метров — 1.12,31 (26 марта 1987 года, Медео)
- 1500 метров — 1.52,70 (27 марта 1987 года, Медео)